# Scopula syrilibanotica
Scopula syrilibanotica är en fjärilsart som beskrevs av Eugen Wehrli 1933. Scopula syrilibanotica ingår i släktet Scopula och familjen mätare. Inga underarter finns listade.